# Língua croata molisana
A língua croata molisana é uma língua falada em 3 aldeias na região do Molise na Itália, distantes cerca de 30 quilômetros do Mar Adriático. É um resquício de refugiados católicos vindos do vale do Rio Narenta que chegaram na região há cerca de 4 séculos e que escapavam do Império Otomano.

## Distribuição
- Acquaviva Collecroce
- Montemitro
- San Felice del Molise